# Amathys lutzi
Amathys lutzi är en ringmaskart som beskrevs av Desbruyères och Laubier 1996. Amathys lutzi ingår i släktet Amathys och familjen Ampharetidae. Inga underarter finns listade i Catalogue of Life.